# Mesochorus pullus
Mesochorus pullus là một loài tò vò trong họ Ichneumonidae.